# Dennis Marineau
Dennis Edward Marineau (* 19. Dezember 1962 in Calgary, Alberta) ist ein ehemaliger kanadischer Bobfahrer, der an den Olympischen Winterspielen 1992 in Albertville teilnahm.

## Karriere

### Olympische Winterspiele
Dennis Marineau gehörte im Jahr 1992 in Albertville bei den Olympischen Winterspielen 1992 zum kanadischen Aufgebot im Zweier- und Viererbob. Den olympischen Wettkampf im Zweierbob absolvierte er zusammen mit Chris Farstad am 15. und 16. Februar 1992 auf der Piste de La Plagne und belegte im Bob Canada 2 den 9. Platz von 46 teilnehmenden Bobs mit einer Gesamtzeit von 4:04,08 min aus vier Wertungsläufen.
Im Viererbob nahm Marineau zusammen mit seinen Mannschaftskameraden Chris Farstad, Jack Pyc und Sheridon Baptiste am 21. und 22. Februar 1992 im Bob Canada 2 am olympischen Wettkampf teil. Im dritten Wertungslauf verpasste Jack Pyc am Start den Einstieg in den Viererbob und der Bob Canada 2 überquerte die Ziellinie nur mit drei Athleten an Bord. Daraufhin wurde die Wertung annulliert und der Bob Canada 2 disqualifiziert. Eine Medaille war nach den beiden Wertungsläufen in weite Ferne gerückt. Im ersten Lauf wurde eine Zeit von 58,61 s und im zweiten Lauf wurde eine Zeit 59,00 s erzielt was dem 11. und 15. Platz im jeweiligen Durchgang entsprach.